# Himalopsyche eos
Himalopsyche eos är en nattsländeart som beskrevs av Malicky 2000. Himalopsyche eos ingår i släktet Himalopsyche och familjen rovnattsländor. Inga underarter finns listade i Catalogue of Life.